# Sovrani d'Austria
Questo è l'elenco di margravi, duchi, arciduchi e imperatori d'Austria. 

## Margravi della Marca Orientale (790 ca.-1156)
La Marca Orientale (in latino Marca Orientalis e in alto-tedesco antico e medio Ostmark od Ostarrichi, da cui il toponimo "Austria") venne persa dal Sacro Romano Impero a seguito della battaglia di Presburgo del 907 e riconquistata nel 955 dopo la battaglia di Lechfeld.

### Non dinastici (790 ca.- 976)
| Nome                                        | Regno  | Regno | Matrimoni                                  | Note                                                                                    |
| Nome                                        | Inizio | Fine  | Matrimoni                                  | Note                                                                                    |
| ------------------------------------------- | ------ | ----- | ------------------------------------------ | --------------------------------------------------------------------------------------- |
| Geroldo di Baviera (... – 1 settembre 799)  | ?      | 799   |                                            | Governò la marca orientale in quanto prefetto di Baviera, carica che rivestiva dal 788. |
| Goteram (... – 803)                         | 799    | 803   |                                            |                                                                                         |
| Guarniero I (760 ca. – 814)                 | 803    | 806   | Engiltrude quattro figli                   | Capostipite della dinastia dei Walahonidi.                                              |
| Albrih (... – ...)                          | ?      | ?     |                                            |                                                                                         |
| Gotafrido (... – ...)                       | ?      | ?     |                                            |                                                                                         |
| Geroldo (II) (... – ...)                    | 811    | 832   |                                            |                                                                                         |
| Ratbod (... – ...)                          | 833    | 854   |                                            | Dall'838 all'854 fu duca della Bassa Pannonia.                                          |
| Carlomanno di Baviera (... – 12 aprile 880) | 854    | 857   | Liutwwindis un figlio                      | Figlio di Ludovico il Germanico; fu anche re d'Italia e re di Baviera.                  |
| Engelschalk I (... – 871)                   | 857    | 871   |                                            | Figli di Guglielmo I di Traungau; regnarono congiuntamente.                             |
| Guglielmo (... – 871)                       | 857    | 871   |                                            | Figli di Guglielmo I di Traungau; regnarono congiuntamente.                             |
| Aribo (... – dopo il 909)                   | 871    | 893   |                                            | Capostipite della dinastia degli Aribonidi; contese il titolo a Engelschalk II.         |
| Engelschalk II (... – ...)                  | 893    | ?     | Ellinrata di Carinzia                      | Figlio di Engelschalk I; contese il titolo ad Aribo e fu ucciso durante una congiura.   |
| Burcardo                                    | 960    | 976   | una figlia di Arnolfo di Baviera un figlio |                                                                                         |

### Babenberg (976-1156)
| Ritratto | Nome                                               | Regno            | Regno             | Matrimoni                                                                             | Note                                                                               |
| Ritratto | Nome                                               | Inizio           | Fine              | Matrimoni                                                                             | Note                                                                               |
| -------- | -------------------------------------------------- | ---------------- | ----------------- | ------------------------------------------------------------------------------------- | ---------------------------------------------------------------------------------- |
|          | Leopoldo I (940 – 10 luglio 994)                   | 976              | 10 luglio 994     | Riccarda di Sualafeldgau quattro figli e quattro figlie                               |                                                                                    |
|          | Enrico I il Forte (... – 23 giugno 1018)           | 10 luglio 994    | 23 giugno 1018    | -                                                                                     | Figlio di Leopoldo                                                                 |
|          | Adalberto il Vittorioso (985 ca. – 26 maggio 1055) | 23 giugno 1018   | 26 maggio 1055    | (1) Glismonda forse nessun figlio (2) Frozza Orseolo almeno un figlio                 | Figlio di Leopoldo                                                                 |
|          | Ernesto il Coraggioso (1027 ca. – 10 giugno 1075)  | 26 maggio 1055   | 10 giugno 1075    | (1) Adelaide di Eilenburg due figli e una figlia (2) Svanilde nessun figlio           | Figlio di Adalberto; ereditò la marca ungara da Sigfrido I di Sponheim             |
|          | Leopoldo II il Bello (1050 – 12 ottobre 1095)      | 10 giugno 1075   | 12 ottobre 1095   | Ida di Formbach-Ratelnberg un figlio e sette figlie                                   | Figlio di Ernesto                                                                  |
|          | Leopoldo III il Pio (1073 – 15 novembre 1136)      | 12 ottobre 1095  | 15 novembre 1136  | (1) Nome sconosciuto un figlio (2) Agnese di Waiblingen cinque figli e cinque figlie  | Figlio di Leopoldo II; è venerato come Santo Patrono dell'Austria                  |
|          | Leopoldo IV il Generoso (1108 – 18 ottobre 1141)   | 15 novembre 1136 | 18 ottobre 1141   | Maria di Boemia nessun figlio                                                         | Figlio di Leopoldo III e Agnese; dal 1139 come Leopoldo I fu anche duca di Baviera |
|          | Enrico II Jasomirgott (1107 – 13 gennaio 1177)     | 18 ottobre 1141  | 17 settembre 1156 | (1) Gertrude di Supplimburgo nessun figlio (2) Teodora Comnena due figli e una figlia | Figlio di Leopoldo III e Agnese; Enrico XI come duca di Baviera                    |

## Duchi d'Austria (1156-1359)
Con il Privilegium minus del 1156, il margraviato d'Austria viene elevato a ducato. Enrico II diventa quindi primo duca d'Austria, rinunciando al ducato di Baviera che viene assegnato ad Enrico il Leone.

### Babenberg (1156-1246)
| Ritratto | Nome                                                       | Regno             | Regno            | Matrimoni                                                                             | Note |
| Ritratto | Nome                                                       | Inizio            | Fine             | Matrimoni                                                                             | Note |
| -------- | ---------------------------------------------------------- | ----------------- | ---------------- | ------------------------------------------------------------------------------------- | --- |
|          | Enrico II Jasomirgott (1107 – 13 gennaio 1177)             | 17 settembre 1156 | 13 gennaio 1177  | (1) Gertrude di Supplimburgo nessun figlio (2) Teodora Comnena due figli e una figlia | |
|          | Leopoldo V il Virtuoso (1157 – 31 dicembre 1194)           | 13 gennaio 1177   | 31 dicembre 1194 | Elena di Ungheria almeno due figli                                                    | Figlio di Enrico II e Teodora |
|          | Federico I (1175 – 16 aprile 1198)                         | 31 dicembre 1194  | 16 aprile 1198   | -                                                                                     | Figlio di Leopoldo V; governò in Austria                                                                                          |
|          | Leopoldo VI il Glorioso (1176 – 28 luglio 1230)            | 16 aprile 1198    | 28 luglio 1230   | Teodora Angelina tre figli e quattro figlie                                           | Figlio di Leopoldo V; governò in Stiria fino alla morte del fratello, quando i domini dei Babenberg furono riuniti nelle sue mani |
|          | Federico II il Bellicoso (15 giugno 1211 – 15 giugno 1246) | 28 luglio 1230    | 15 giugno 1246   | (1) Sofia Lascarina nessun figlio (2) Agnese di Merania nessun figlio                 | Figlio di Leopoldo VI |

### Interregno (disputa tra Baden e Přemyslidi)
Alla morte di Federico, la successione al ducato venne disputata tra diversi pretendenti:
- Vladislao, figlio di Venceslao I di Boemia, sposò la nipote di Federico, Gertrude di Babenberg nel 1247 e venne acclamato dalla nobiltà come il duca successore.
- Ermanno VI di Baden-Baden (1248-1250)
- Federico I di Baden-Baden (1250-1251)

Nel 1251, Ottocaro II della dinastia dei Přemyslidi prese il controllo del paese.
- Ottocaro II di Boemia (1251-1278)

Venceslao invase l'Austria nel 1250 e pose il proprio figlio come governatore. Ottocaro venne acclamato come duca dalla nobiltà nel 1251 e sposò la sorella del Duca Federico II Margherita nel 1252. Nel 1260 venne investito del titolo di duca dal re Riccardo di Cornovaglia, re dei Romani.

### Asburgo (1278-1359)
Nel 1278 Rodolfo I d'Asburgo, re dei Romani, sconfisse Ottocaro II e consegnò il ducato alla dinastia degli Asburgo, i cui componenti erano spesso anche imperatori del Sacro Romano Impero. Molti duchi ebbero figli o fratelli come co-regnanti.
| Ritratto                            | Nome                                                        | Regno            | Regno            | Matrimoni                                                                               | Note |
| Ritratto                            | Nome                                                        | Inizio           | Fine             | Matrimoni                                                                               | Note |
| ----------------------------------- | ----------------------------------------------------------- | ---------------- | ---------------- | --------------------------------------------------------------------------------------- | --- |
|                                     | Rodolfo I (1º maggio 1218 – 15 luglio 1291)                 | 26 agosto 1278   | dicembre 1282    | (1) Gertrude di Hohenberg tre figli e sei figlie (2) Isabella di Borgogna nessun figlio | Re dei Romani; investì i suoi figli dei feudi di Austria, Stiria e Carniola                                                        |
|                                     | Alberto I (luglio 1255 – 1º maggio 1308)                    | dicembre 1282    | 1º maggio 1308   | Elisabetta di Tirolo-Gorizia sette figli e cinque figlie                                | Figlio di Rodolfo I; fu eletto Re dei Romani nel 1298                                                                              |
|                                     | Rodolfo II (1270 – 10 maggio 1290)                          | dicembre 1282    | 1º giugno 1283   | Agnese di Boemia un figlio                                                              | Figlio di Rodolfo I; rinunciò ai suoi diritti in favore del fratello                                                               |
|                                     | Rodolfo III (1282 ca. – 4 luglio 1307)                      | 27 luglio 1298   | 4 luglio 1307    | (1) Bianca di Francia una figlia (2) Elisabetta di Polonia nessun figlio                | Figlio di Alberto I; fu associato al trono dal padre, divenuto Re dei Romani; Rodolfo I come Re di Boemia                          |
|                                     | Federico I il Bello (1289 – 13 gennaio 1330)                | 1º maggio 1308   | 13 gennaio 1330  | Isabella d'Aragona due figli e una figlia                                               | Figlio di Alberto I; fu Anti-Re dei Romani come Federico III, poi co-regnante del legittimo imperatore Ludovico il Bavaro          |
|                                     | Leopoldo I (4 agosto 1290 – 28 febbraio 1326)               | 1º maggio 1308   | 28 febbraio 1326 | Caterina di Savoia due figlie                                                           | Figlio di Alberto I; co-regnante di suo fratello Federico, governò l'Austria Anteriore                                             |
|                                     | Alberto II lo Sciancato (12 dicembre 1298 – 16 agosto 1358) | 13 gennaio 1330  | 16 agosto 1358   | Giovanna di Ferrette quattro figli e due figlie                                         | Figlio di Alberto I; regnò congiuntamente con il fratello Ottone e poi con i nipoti Federico II e Leopoldo II fino alla loro morte |
|                                     | Ottone I il Gioioso (23 luglio 1301 – 17 febbraio 1339)     | 13 gennaio 1330  | 17 febbraio 1339 | (1) Elisabetta di Baviera due figli (2) Anna di Lussemburgo nessun figlio               | Figlio di Alberto I; co-regnante di suo fratello Alberto II, governò la Carinzia                                                   |
|                                     | Federico II (10 febbraio 1327 – 11 dicembre 1344)           | 17 febbraio 1339 | 11 dicembre 1344 | -                                                                                       | Figli di Ottone; governarono congiuntamente la Carinzia                                                                            |
| Leopoldo II (1328 – 10 agosto 1344) | 10 agosto 1344                                              | 17 febbraio 1339 | -                |                                                                                         | Figli di Ottone; governarono congiuntamente la Carinzia                                                                            |
|                                     | Rodolfo IV il Magnanimo (1º novembre 1339 – 27 luglio 1365) | 16 agosto 1358   | 1359             | Caterina di Lussemburgo nessun figlio                                                   | Primogenito di Alberto II |

## Arciduchi d'Austria (1359-1804)
Con il Privilegium maius del 1359, Rodolfo IV elevò l'Austria in arciducato. Il titolo di Arciduca fu effettivamente usato per primo da Ernesto il Duca di Ferro e formalmente riconosciuto come titolo del Sacro Romano Impero dall'imperatore Federico III solo nel 1453.
Molti dei duchi e arciduchi furono anche imperatori del Sacro Romano Impero.

### Asburgo (1359-1780)
| Ritratto | Nome                                                          | Regno          | Regno            | Matrimoni                                                                   | Note                                                                                  |
| Ritratto | Nome                                                          | Inizio         | Fine             | Matrimoni                                                                   | Note                                                                                  |
| -------- | ------------------------------------------------------------- | -------------- | ---------------- | --------------------------------------------------------------------------- | ------------------------------------------------------------------------------------- |
|          | Rodolfo IV il Magnanimo (1º novembre 1339 – 27 luglio 1365)   | 1359           | 27 luglio 1365   | Caterina di Lussemburgo nessun figlio                                       | Primogenito di Alberto II                                                             |
|          | Alberto III Dalla Treccia (9 settembre 1348 – 29 agosto 1395) | 27 luglio 1365 | 9 settembre 1379 | (1) Elisabetta di Boemia nessun figlio (2) Beatrice di Norimberga un figlio | Figli di Alberto II; regnarono congiuntamente finché non divisero i loro possedimenti |
|          | Leopoldo III (1º novembre 1351 – 9 luglio 1386)               | 27 luglio 1365 | 9 settembre 1379 | Verde Visconti quattro figli e due figlie                                   | Figli di Alberto II; regnarono congiuntamente finché non divisero i loro possedimenti |

#### Prima Separazione
I due fratelli Alberto III e Leopoldo III non vollero regnare congiuntamente e con il Trattato di Neuberg divisero i loro possedimenti.
| Ramo Albertino (Austria propriamente detta) | Ramo Albertino (Austria propriamente detta)                    | Ramo Albertino (Austria propriamente detta) | Ramo Albertino (Austria propriamente detta) | Ramo Albertino (Austria propriamente detta)                                 | Ramo Albertino (Austria propriamente detta)                                                                                     |
| Ritratto                                    | Nome                                                           | Regno                                       | Regno                                       | Matrimoni                                                                   | Note |
| Ritratto                                    | Nome                                                           | Inizio                                      | Fine                                        | Matrimoni                                                                   | Note |
| ------------------------------------------- | -------------------------------------------------------------- | ------------------------------------------- | ------------------------------------------- | --------------------------------------------------------------------------- | --- |
|                                             | Alberto III Dalla Treccia (9 settembre 1348 – 29 agosto 1395)  | 9 settembre 1379                            | 29 agosto 1395                              | (1) Elisabetta di Boemia nessun figlio (2) Beatrice di Norimberga un figlio | |
|                                             | Alberto IV il Paziente (19 settembre 1377 – 14 settembre 1404) | 29 agosto 1395                              | 14 settembre 1404                           | Giovanna Sofia di Baviera un figlio e una figlia                            | Figlio di Alberto III |
|                                             | Alberto V (16 agosto 1397 – 27 ottobre 1439)                   | 14 settembre 1404                           | 27 ottobre 1439                             | Elisabetta di Lussemburgo due figli e due figlie                            | Figlio di Alberto IV; Alberto II come Re dei Romani; Re d'Ungheria e di Boemia                                                  |
| Vacante (1439-1440)                         |                                                                |                                             |                                             |                                                                             | |
|                                             | Ladislao il Postumo (22 febbraio 1440 – 23 novembre 1457)      | 22 febbraio 1440                            | 23 novembre 1457                            | -                                                                           | Figlio postumo di Alberto V; Ladislao V come Re d'Ungheria; Re di Boemia; dopo la sua morte, l'Austria passò al ramo Leopoldino |

| Ramo Leopoldino (Stiria, Carinzia, Carniola, Tirolo e Austria Anteriore) | Ramo Leopoldino (Stiria, Carinzia, Carniola, Tirolo e Austria Anteriore) | Ramo Leopoldino (Stiria, Carinzia, Carniola, Tirolo e Austria Anteriore) | Ramo Leopoldino (Stiria, Carinzia, Carniola, Tirolo e Austria Anteriore) | Ramo Leopoldino (Stiria, Carinzia, Carniola, Tirolo e Austria Anteriore)                       | Ramo Leopoldino (Stiria, Carinzia, Carniola, Tirolo e Austria Anteriore)                                        |
| Ritratto                                                                 | Nome                                                                     | Regno                                                                    | Regno                                                                    | Matrimoni                                                                                      | Note |
| Ritratto                                                                 | Nome                                                                     | Inizio                                                                   | Fine                                                                     | Matrimoni                                                                                      | Note |
| ------------------------------------------------------------------------ | ------------------------------------------------------------------------ | ------------------------------------------------------------------------ | ------------------------------------------------------------------------ | ---------------------------------------------------------------------------------------------- | --- |
|                                                                          | Leopoldo III (1º novembre 1351 – 9 luglio 1386)                          | 9 settembre 1379                                                         | 9 luglio 1386                                                            | Verde Visconti quattro figli e due figlie                                                      | |
|                                                                          | Guglielmo l'Ambizioso (1370 – 15 luglio 1406)                            | 9 luglio 1386                                                            | 15 luglio 1406                                                           | Giovanna II di Napoli nessun figlio                                                            | Primo figlio di Leopoldo III                                                                                    |
|                                                                          | Leopoldo IV il Superbo (1371 – 3 giugno 1411)                            | 9 luglio 1386                                                            | 3 giugno 1411                                                            | Caterina di Borgogna nessun figlio                                                             | Secondo figlio di Leopoldo III; come co-regnante del fratello Guglielmo governò il Tirolo e l'Austria Anteriore |
|                                                                          | Ernesto I il Ferreo (1377 – 10 giugno 1424)                              | 1402                                                                     | 1406                                                                     | (1) Margherita di Pomerania nessun figlio (2) Cimburga di Masovia due figli e due figlie       | Terzo figlio di Leopoldo III; governò congiuntamente ai suoi tre fratelli                                       |
|                                                                          | Federico IV Tascavuota (1382 – 24 giugno 1439)                           | 1402                                                                     | 1406                                                                     | (1) Elisabetta del Palatinato una figlia (2) Anna di Brunswick-Luneburg due figli e due figlie | Quarto figlio di Leopoldo III; governò congiuntamente ai suoi tre fratelli                                      |

Nel 1406, ci fu una divisione dei territori controllati dal ramo Leopoldino.
| Ramo Leopoldino dell'Austria Interna (Stiria, Carinzia e Carniola) | Ramo Leopoldino dell'Austria Interna (Stiria, Carinzia e Carniola) | Ramo Leopoldino dell'Austria Interna (Stiria, Carinzia e Carniola) | Ramo Leopoldino dell'Austria Interna (Stiria, Carinzia e Carniola) | Ramo Leopoldino dell'Austria Interna (Stiria, Carinzia e Carniola)                       | Ramo Leopoldino dell'Austria Interna (Stiria, Carinzia e Carniola)                                                         |
| Ritratto                                                           | Nome                                                               | Regno                                                              | Regno                                                              | Matrimoni                                                                                | Note |
| Ritratto                                                           | Nome                                                               | Inizio                                                             | Fine                                                               | Matrimoni                                                                                | Note |
| ------------------------------------------------------------------ | ------------------------------------------------------------------ | ------------------------------------------------------------------ | ------------------------------------------------------------------ | ---------------------------------------------------------------------------------------- | --- |
|                                                                    | Ernesto I il Ferreo (1377 – 10 giugno 1424)                        | 1406                                                               | 10 giugno 1424                                                     | (1) Margherita di Pomerania nessun figlio (2) Cimburga di Masovia due figli e due figlie | Figlio di Leopoldo III |
|                                                                    | Federico V (21 settembre 1415 – 19 agosto 1493)                    | 10 giugno 1424                                                     | 19 agosto 1493                                                     | Eleonora del Portogallo tre figli e due figlie                                           | Figlio di Ernesto; Federico III come Re dei Romani (dal 1440) e Imperatore (dal 1452); dal 1457 governò su tutta l'Austria |
| 23 novembre 1457                                                   | Federico V (21 settembre 1415 – 19 agosto 1493)                    |                                                                    | 19 agosto 1493                                                     | Eleonora del Portogallo tre figli e due figlie                                           | Figlio di Ernesto; Federico III come Re dei Romani (dal 1440) e Imperatore (dal 1452); dal 1457 governò su tutta l'Austria |
|                                                                    | Alberto VI (18 dicembre 1418 – 2 dicembre 1463)                    | 10 giugno 1424                                                     | 2 dicembre 1463                                                    | Matilde del Palatinato nessun figlio                                                     | Figlio di Ernesto; governò in Austria Anteriore, poi in Alta Austria                                                       |

Tra il 1485 e il 1490, Mattia Corvino, re d'Ungheria, si stabilì a Vienna come duca d'Austria.

#### Prima Riunificazione
Nel 1493 i territori austriaci furono riunificati sotto la reggenza di Massimiliano.
| Ritratto | Nome                                             | Regno           | Regno           | Matrimoni | Note |
| Ritratto | Nome                                             | Inizio          | Fine            | Matrimoni | Note |
| -------- | ------------------------------------------------ | --------------- | --------------- | --- | --- |
|          | Massimiliano I (22 marzo 1459 – 12 gennaio 1519) | 19 agosto 1493  | 12 gennaio 1519 | (1) Maria di Borgogna un figlio e una figlia (2) Anna di Bretagna nessun figlio (annullato) (3) Bianca Maria Sforza nessun figlio | Figlio di Federico V Imperatore dal 1508 |
|          | Carlo I (24 febbraio 1500 – 21 settembre 1558)   | 12 gennaio 1519 | 28 aprile 1521  | Isabella del Portogallo tre figli e due figlie                                                                                    | Figlio di Filippo, il figlio di Massimiliano; Carlo V come Imperatore; Carlo I come Re di Spagna, di Sicilia e di Sardegna; Carlo IV come Re di Napoli; Carlo II come Duca di Borgogna |
|          | Ferdinando I (10 marzo 1503 – 25 luglio 1564)    | 28 aprile 1521  | 25 luglio 1564  | Anna di Boemia e Ungheria quattro figli e undici figlie                                                                           | Fratello di Carlo, che lo nominò Arciduca d'Austria; Imperatore dal 1558; Re di Boemia e d'Ungheria                                                                                    |

#### Seconda Separazione
Nel 1564 i territori austriaci vennero nuovamente divisi, questa volta tra i figli dell'imperatore Ferdinando I del Sacro Romano Impero:
- L'Austria Inferiore (Austria propriamente detta) passò al primo figlio di Ferdinando I, Massimiliano, ed ai suoi discendenti;
- L'Austria Superiore (Austria Anteriore e Tirolo) passò al secondo figlio di Ferdinando I, Ferdinando, ed ai suoi discendenti;
- L'Austria Interiore (Stiria, Carinzia e Carniola) passò al terzo figlio di Ferdinando I, Carlo, ed ai suoi discendenti.

| Arciduchi governanti l'Austria | Arciduchi governanti l'Austria                     | Arciduchi governanti l'Austria | Arciduchi governanti l'Austria | Arciduchi governanti l'Austria                  | Arciduchi governanti l'Austria |
| Ritratto                       | Nome                                               | Regno                          | Regno                          | Matrimoni                                       | Note |
| Ritratto                       | Nome                                               | Inizio                         | Fine                           | Matrimoni                                       | Note |
| ------------------------------ | -------------------------------------------------- | ------------------------------ | ------------------------------ | ----------------------------------------------- | --- |
|                                | Massimiliano II (31 luglio 1527 – 12 ottobre 1576) | 25 luglio 1564                 | 12 ottobre 1576                | Maria di Spagna dieci figli e sei figlie        | Figlio di Ferdinando; Imperatore; Re di Boemia e d'Ungheria                                                                                            |
|                                | Rodolfo V (18 luglio 1552 – 20 gennaio 1612)       | 12 ottobre 1576                | 1608                           | -                                               | Figlio di Massimiliano II; fu progressivamente privato dei poteri effettivi dal fratello Mattia; Rodolfo II come Imperatore; Re di Boemia e d'Ungheria |
|                                | Mattia (24 febbraio 1557 – 20 maggio 1619)         | 1608                           | 20 maggio 1619                 | Anna d'Austria nessun figlio                    | Figlio di Massimiliano II; Imperatore; Mattia II come Re di Boemia e d'Ungheria                                                                        |
|                                | Alberto VII (15 novembre 1559 – 13 luglio 1621)    | 20 maggio 1619                 | 5 ottobre 1619                 | Isabella Clara di Spagna due figli e una figlia | Figlio di Massimiliano II; Principe sovrano dei Paesi Bassi meridionali insieme alla moglie, rinunciò al governo dell'Austria                          |

| Arciduchi governanti il Tirolo e l'Austria Anteriore                                        | Arciduchi governanti il Tirolo e l'Austria Anteriore | Arciduchi governanti il Tirolo e l'Austria Anteriore | Arciduchi governanti il Tirolo e l'Austria Anteriore | Arciduchi governanti il Tirolo e l'Austria Anteriore                                    | Arciduchi governanti il Tirolo e l'Austria Anteriore                                                  |
| Ritratto                                                                                    | Nome                                                 | Regno                                                | Regno                                                | Matrimoni                                                                               | Note                                                                                                  |
| Ritratto                                                                                    | Nome                                                 | Inizio                                               | Fine                                                 | Matrimoni                                                                               | Note                                                                                                  |
| ------------------------------------------------------------------------------------------- | ---------------------------------------------------- | ---------------------------------------------------- | ---------------------------------------------------- | --------------------------------------------------------------------------------------- | --- |
|                                                                                             | Ferdinando II (14 giugno 1529 – 24 gennaio 1595)     | 25 luglio 1564                                       | 24 gennaio 1595                                      | (1) Filippina Welser tre figli e una figlia (2) Anna Caterina Gonzaga tre figlie        | Figlio di Ferdinando I                                                                                |
| Ferdinando II morì senza un erede agnato, così i suoi territori passarono al nipote Mattia. |                                                      |                                                      |                                                      |                                                                                         | |
|                                                                                             | Mattia (24 febbraio 1557 – 20 maggio 1619)           | 24 gennaio 1595                                      | 20 maggio 1619                                       | Anna d'Austria nessun figlio                                                            | Figlio di Massimiliano II; dal 1608 governa anche l'Austria                                           |
|                                                                                             | Massimiliano III (12 ottobre 1558 – 2 novembre 1618) | 1612                                                 | 2 novembre 1618                                      | -                                                                                       | Figlio di Massimiliano II; Gran Maestro dell'Ordine Teutonico; reggente per conto del fratello Mattia |
|                                                                                             | Ferdinando III (9 settembre 1578 – 15 febbraio 1637) | 2 novembre 1618                                      | 5 ottobre 1619                                       | (1) Maria Anna di Baviera quattro figli e tre figlie (2) Eleonora Gonzaga nessun figlio | Figlio di Carlo II; già governante di Stiria, Carinzia e Carniola                                     |

| Arciduchi governanti la Stiria, la Carinzia e la Carniola | Arciduchi governanti la Stiria, la Carinzia e la Carniola | Arciduchi governanti la Stiria, la Carinzia e la Carniola | Arciduchi governanti la Stiria, la Carinzia e la Carniola | Arciduchi governanti la Stiria, la Carinzia e la Carniola                               | Arciduchi governanti la Stiria, la Carinzia e la Carniola                          |
| Ritratto                                                  | Nome                                                      | Regno                                                     | Regno                                                     | Matrimoni                                                                               | Note                                                                               |
| Ritratto                                                  | Nome                                                      | Inizio                                                    | Fine                                                      | Matrimoni                                                                               | Note                                                                               |
| --------------------------------------------------------- | --------------------------------------------------------- | --------------------------------------------------------- | --------------------------------------------------------- | --------------------------------------------------------------------------------------- | ---------------------------------------------------------------------------------- |
|                                                           | Carlo II (3 giugno 1540 – 10 luglio 1590)                 | 25 luglio 1564                                            | 10 luglio 1590                                            | Maria Anna di Baviera sei figli e nove figlie                                           | Figlio di Ferdinando I                                                             |
|                                                           | Ferdinando III (9 settembre 1578 – 15 febbraio 1637)      | 10 luglio 1590                                            | 5 ottobre 1619                                            | (1) Maria Anna di Baviera quattro figli e tre figlie (2) Eleonora Gonzaga nessun figlio | Figlio di Carlo II; dal 1590 al 1593 governò sotto la reggenza di Massimiliano III |

#### Seconda Riunificazione
Rodolfo, Mattia e Alberto non ebbero discendenza, e così, nel 1619, a seguito dell'abdicazione di Alberto, i suoi territori passarono a Ferdinando. In quello stesso anno Ferdinando divenne anche imperatore del Sacro Romano Impero.
| Ritratto | Nome                                                 | Regno          | Regno | Matrimoni                                                                               | Note                                                     |
| Ritratto | Nome                                                 | Inizio         | Fine  | Matrimoni                                                                               | Note                                                     |
| -------- | ---------------------------------------------------- | -------------- | ----- | --------------------------------------------------------------------------------------- | -------------------------------------------------------- |
|          | Ferdinando III (9 settembre 1578 – 15 febbraio 1637) | 5 ottobre 1619 | 1623  | (1) Maria Anna di Baviera quattro figli e tre figlie (2) Eleonora Gonzaga nessun figlio | Ferdinando II come Imperatore; Re di Boemia e d'Ungheria |

#### Terza Separazione
Nel 1623, però, Ferdinando II, impegnato nella Guerra dei Trent'anni, divise nuovamente i territori austriaci:
- L'Austria Inferiore ed Interiore rimasero nelle mani dell'imperatore Ferdinando II e dei suoi discendenti;
- L'Austria Superiore e il Tirolo passarono a Leopoldo, fratello minore dell'imperatore, ed ai suoi discendenti.

| Arciduchi governanti l'Austria Inferiore ed Interiore | Arciduchi governanti l'Austria Inferiore ed Interiore | Arciduchi governanti l'Austria Inferiore ed Interiore | Arciduchi governanti l'Austria Inferiore ed Interiore | Arciduchi governanti l'Austria Inferiore ed Interiore | Arciduchi governanti l'Austria Inferiore ed Interiore                                          |
| Ritratto                                              | Nome                                                  | Regno                                                 | Regno                                                 | Matrimoni | Note                                                                                           |
| Ritratto                                              | Nome                                                  | Inizio                                                | Fine                                                  | Matrimoni | Note                                                                                           |
| ----------------------------------------------------- | ----------------------------------------------------- | ----------------------------------------------------- | ----------------------------------------------------- | --- | ---------------------------------------------------------------------------------------------- |
|                                                       | Ferdinando III (9 settembre 1578 – 15 febbraio 1637)  | 1623                                                  | 15 febbraio 1637                                      | (1) Maria Anna di Baviera quattro figli e tre figlie (2) Eleonora Gonzaga nessun figlio                                                                    |                                                                                                |
|                                                       | Ferdinando IV (16 luglio 1608 – 2 aprile 1657)        | 15 febbraio 1637                                      | 2 aprile 1657                                         | (1) Maria Anna di Spagna quattro figli e due figlie (2) Maria Leopoldina d'Austria un figlio (3) Eleonora Gonzaga di Mantova-Nevers un figlio e tre figlie | Figlio di Ferdinando III; Ferdinando III come Imperatore; Re di Boemia e d'Ungheria            |
|                                                       | Leopoldo VI (9 giugno 1640 – 5 maggio 1705)           | 2 aprile 1657                                         | 25 giugno 1665                                        | (1) Margherita Teresa di Spagna quattro figli (2) Claudia Felicita d'Austria due figlie (3) Eleonora del Palatinato-Neuburg dieci figli                    | Figlio di Ferdinando IV e di Maria Anna; Leopoldo I come Imperatore; Re di Boemia e d'Ungheria |

| Arciduchi governanti il Tirolo e l'Austria Superiore | Arciduchi governanti il Tirolo e l'Austria Superiore          | Arciduchi governanti il Tirolo e l'Austria Superiore | Arciduchi governanti il Tirolo e l'Austria Superiore | Arciduchi governanti il Tirolo e l'Austria Superiore | Arciduchi governanti il Tirolo e l'Austria Superiore       |
| Ritratto                                             | Nome                                                          | Regno                                                | Regno                                                | Matrimoni                                            | Note                                                       |
| Ritratto                                             | Nome                                                          | Inizio                                               | Fine                                                 | Matrimoni                                            | Note                                                       |
| ---------------------------------------------------- | ------------------------------------------------------------- | ---------------------------------------------------- | ---------------------------------------------------- | ---------------------------------------------------- | ---------------------------------------------------------- |
|                                                      | Leopoldo V (9 ottobre 1586 – 13 settembre 1632)               | 1623                                                 | 13 settembre 1632                                    | Claudia de' Medici due figli e tre figlie            | già governatore del Tirolo dal 1619                        |
|                                                      | Ferdinando Carlo (17 maggio 1628 – 30 dicembre 1662)          | 13 settembre 1632                                    | 30 dicembre 1662                                     | Anna de' Medici due figlie                           | Figlio di Leopoldo V                                       |
|                                                      | \| \|Sigismondo Francesco (27 novembre 1630 – 25 giugno 1665) | 30 dicembre 1662                                     | 25 giugno 1665                                       | Edvige del Palatinato-Sulzbach nessun figlio         | Figlio di Leopoldo V; fu Vescovo di Augusta, Gurk e Trento |
|                                                      |                                                               |                                                      |                                                      |                                                      |                                                            |

#### Terza Riunificazione
Nel 1665, con la morte di Sigismondo Francesco, ebbe termine il ramo tirolese degli Asburgo. Il parente più prossimo di Sigismondo Francesco, l'imperatore del Sacro Romano Impero Leopoldo I poté così ereditarne i domini e riunire definitivamente i territori austriaci sotto la sua autorità.
| Ritratto | Nome                                             | Regno           | Regno            | Matrimoni | Note |
| Ritratto | Nome                                             | Inizio          | Fine             | Matrimoni | Note |
| -------- | ------------------------------------------------ | --------------- | ---------------- | --- | --- |
|          | Leopoldo VI (9 giugno 1640 – 5 maggio 1705)      | 25 giugno 1665  | 5 maggio 1705    | (1) Margherita Teresa di Spagna due figli e due figlie (2) Claudia Felicita d'Austria due figlie (3) Eleonora del Palatinato-Neuburg tre figli e sette figlie | |
|          | Giuseppe I (26 luglio 1678 – 17 aprile 1711)     | 5 maggio 1705   | 17 aprile 1711   | Guglielmina Amalia di Brunswick-Lüneburg un figlio e due figlie                                                                                               | Figlio di Leopoldo ed Eleonora; Imperatore; Re di Boemia e d'Ungheria                                                                                  |
|          | Carlo III (1º ottobre 1685 – 20 ottobre 1740)    | 17 aprile 1711  | 20 ottobre 1740  | Elisabetta Cristina di Brunswick-Wolfenbüttel un figlio e tre figlie                                                                                          | figlio di Leopoldo ed Eleonora; Carlo VI come Imperatore; Re di Boemia e d'Ungheria; Re di Napoli, di Sicilia e di Sardegna; Duca di Milano e di Parma |
|          | Maria Teresa (13 maggio 1717 – 29 novembre 1780) | 20 ottobre 1740 | 29 novembre 1780 | Francesco I di Lorena cinque figli e undici figlie | figlia di Carlo; Imperatrice consorte; Regina di Boemia, Re d'Ungheria; Duchessa di Milano e di Parma                                                  |

### Asburgo-Lorena (1780-1804)
| Ritratto | Nome                                           | Regno            | Regno            | Matrimoni | Note |
| Ritratto | Nome                                           | Inizio           | Fine             | Matrimoni | Note |
| -------- | ---------------------------------------------- | ---------------- | ---------------- | --- | --- |
|          | Giuseppe II (13 marzo 1741 – 20 febbraio 1790) | 29 novembre 1780 | 20 febbraio 1790 | (1) Maria Isabella di Parma due figlie (2) Maria Giuseppa di Baviera nessun figlio                                | Figlio di Maria Teresa e Francesco I; Imperatore dal 1765 (ma senza detenere un effettivo potere fino al 1780); Re di Boemia e d'Ungheria; Duca di Milano |
|          | Leopoldo VII (5 maggio 1747 – 1º marzo 1792)   | 20 febbraio 1790 | 1º marzo 1792    | Maria Luisa di Spagna dodici figli e quattro figlie                                                               | Figlio Maria Teresa e Francesco I; Leopoldo II come Imperatore; Re di Boemia e d'Ungheria; Duca di Milano; Pietro Leopoldo come Granduca di Toscana       |
|          | Francesco II (12 febbraio 1768 – 2 marzo 1835) | 1º marzo 1792    | 11 agosto 1804   | (1) Elisabetta Guglielmina di Württemberg una figlia (2) Maria Teresa di Napoli e Sicilia due figli e nove figlie | Figlio di Leopoldo II; Imperatore; Re di Boemia e d'Ungheria; Duca di Milano                                                                              |

## Imperatori d'Austria (1804-1919)
Nel 1804 Francesco II prese il titolo di Imperatore d'Austria con il nome di Francesco I ed il 6 agosto 1806 il Sacro Romano Impero fu abolito. Il 12 giugno 1867 l'Impero austriaco divenne Impero austro-ungarico.

### Asburgo-Lorena (1804-1919)
| Ritratto | Nome                                                     | Regno            | Regno            | Matrimoni | Note |
| Ritratto | Nome                                                     | Inizio           | Fine             | Matrimoni | Note |
| -------- | -------------------------------------------------------- | ---------------- | ---------------- | --- | --- |
|          | Francesco I (12 febbraio 1768 – 2 marzo 1835)            | 11 agosto 1804   | 2 marzo 1835     | (2) Maria Teresa di Napoli e Sicilia due figli e nove figlie (3) Maria Ludovica d'Austria-Este nessun figlio (4) Carolina Augusta di Baviera nessun figlio | |
|          | Ferdinando I (19 aprile 1793 – 29 giugno 1875)           | 2 marzo 1835     | 2 dicembre 1848  | Maria Anna di Savoia nessun figlio | Figlio di Francesco I; Ferdinando V come Re d'Ungheria e di Boemia; abdicò dopo l'insurrezione viennese del 1848                               |
|          | Francesco Giuseppe I (18 agosto 1830 – 21 novembre 1916) | 2 dicembre 1848  | 21 novembre 1916 | Elisabetta di Baviera un figlio e tre figlie | Nipote di Ferdinando I; Re d'Ungheria e di Boemia                                                                                              |
|          | Carlo I (17 agosto 1887 – 1º aprile 1922)                | 21 novembre 1916 | 12 novembre 1918 | Zita di Parma cinque figli e tre figlie | Bis-bisnipote di Francesco I; Carlo III come Re di Boemia; Carlo IV come Re d'Ungheria; lasciò il paese dopo la proclamazione della Repubblica |

## Repubblica d'Austria
Nel 1919, dopo la sconfitta nella prima guerra mondiale, l'Impero austro-ungarico venne sciolto, e l'Austria fu costituita in una Repubblica, il cui capo di Stato divenne il Presidente federale (Bundespräsident), mentre il capo del governo divenne il Cancelliere federale (Bundeskanzler), che divenne la carica esecutiva dello Stato.
Per gli elenchi dei funzionari, vedi:
- Presidenti federali dell'Austria
- Cancellieri federali dell'Austria